# Goyazia
Goyazia es un género con 4 especies de plantas herbáceas  perteneciente a la familia Gesneriaceae. Es originario de Brasil.

## Descripción
Son  pequeñas plantas herbáceas, perennes, con rizomas escamosos. El tallo es delgado, nervudo y rígido. Las hojas son opuestas , con pecíolo corto hinchado , la lámina gruesa y coriácea, con venación . Flores axilares, solitarias , con pedicelo corto . Corola con tubo recto, subcampanulada , un poco mayor hacia la garganta. El fruto es una cápsula seca, bivalva .

## Distribución y hábitat
Se distribuyen por  Brasil donde crecen en la humedad y las rocas cubiertas de musgo ; se encuentran latentes en invierno. 

## Etimología
El  género fue nombrado por la comunidad de Goiás (Goiás) ) , en Brasil.

## Especies
- Goyazia petraea
- Goyazia rupicola
- Goyazia villosa